# Vohimasy (Manakara)
Vohimasina Sud est une commune rurale malgache située dans la région de Fitovinany.